# Julie Lynn Cialini
Julie Lynn Cialini (egentligen Julie Lynn Smith), född 14 november 1970 i Rochester, New York, USA, är en amerikansk fotomodell och skådespelare. Hon var herrtidningen Playboys Playmate of the Month i februari 1994 och Playmate of the Year 1995.